# Schleusen und Wehre der Themse

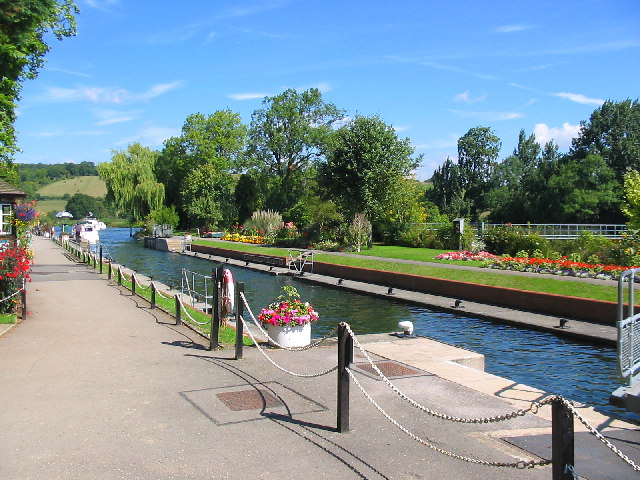
Mapledurham Lock

Dieser Artikel verzeichnet die Wehre und Schleusen der Themse. Die Themse ist von Cricklade (für kleinere Boote) und ab Lechlade (für größere Boote) bis zum Erreichen des Meeres schiffbar. In diesem Verlauf fällt die Themse um 71 Meter. Es gibt 45 Schleusen im Fluss, die alle ein oder mehrere Wehre haben. Diese Kombination aus Schleusen und Wehren dient einerseits dazu, den Wasserfluss – insbesondere bei Flutgefahr – zu kontrollieren, sowie die Schiffbarkeit oberhalb der Schleuse Teddington Lock zu gewährleisten.

## Geschichte

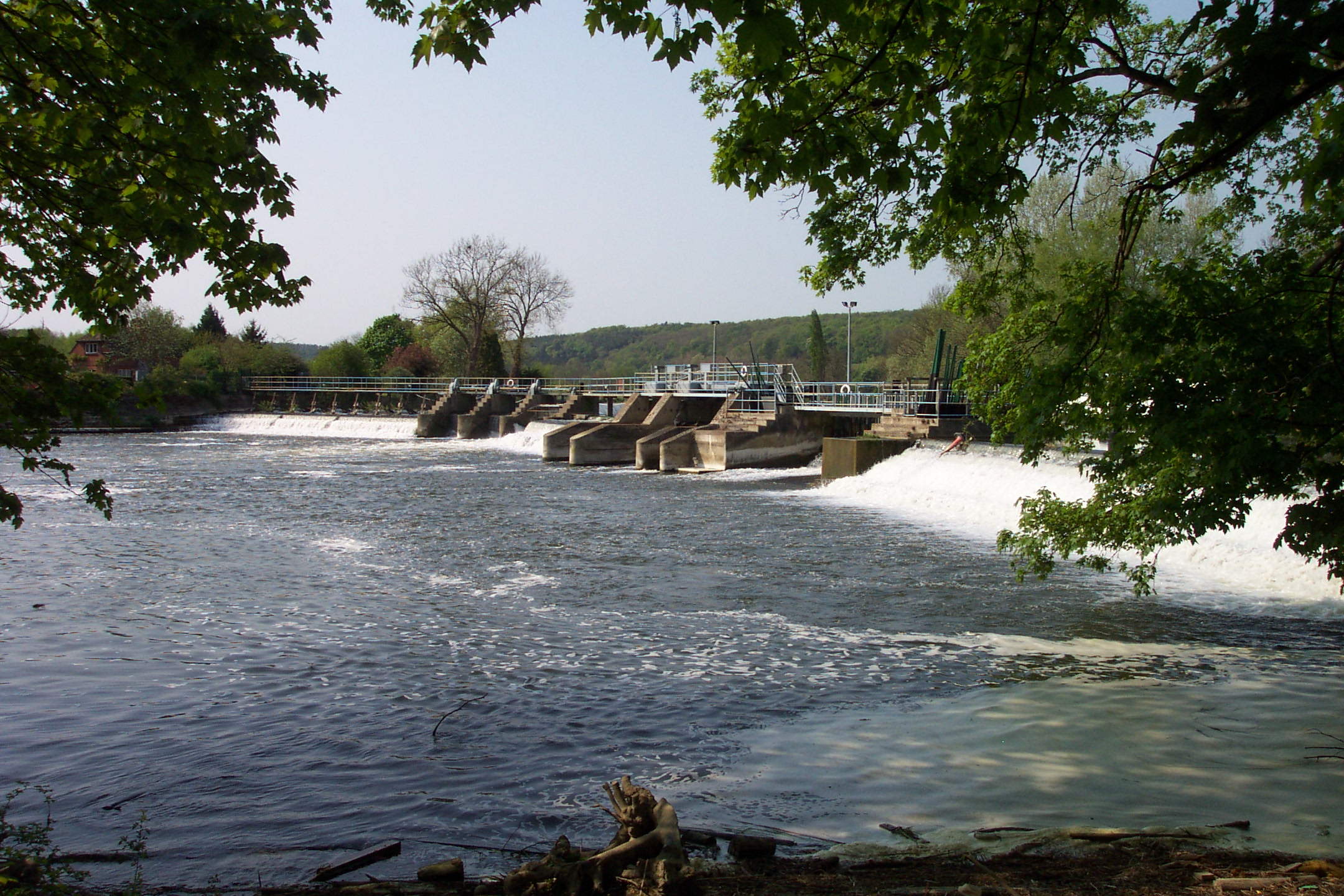
Das Wehr am Mapledurham Lock

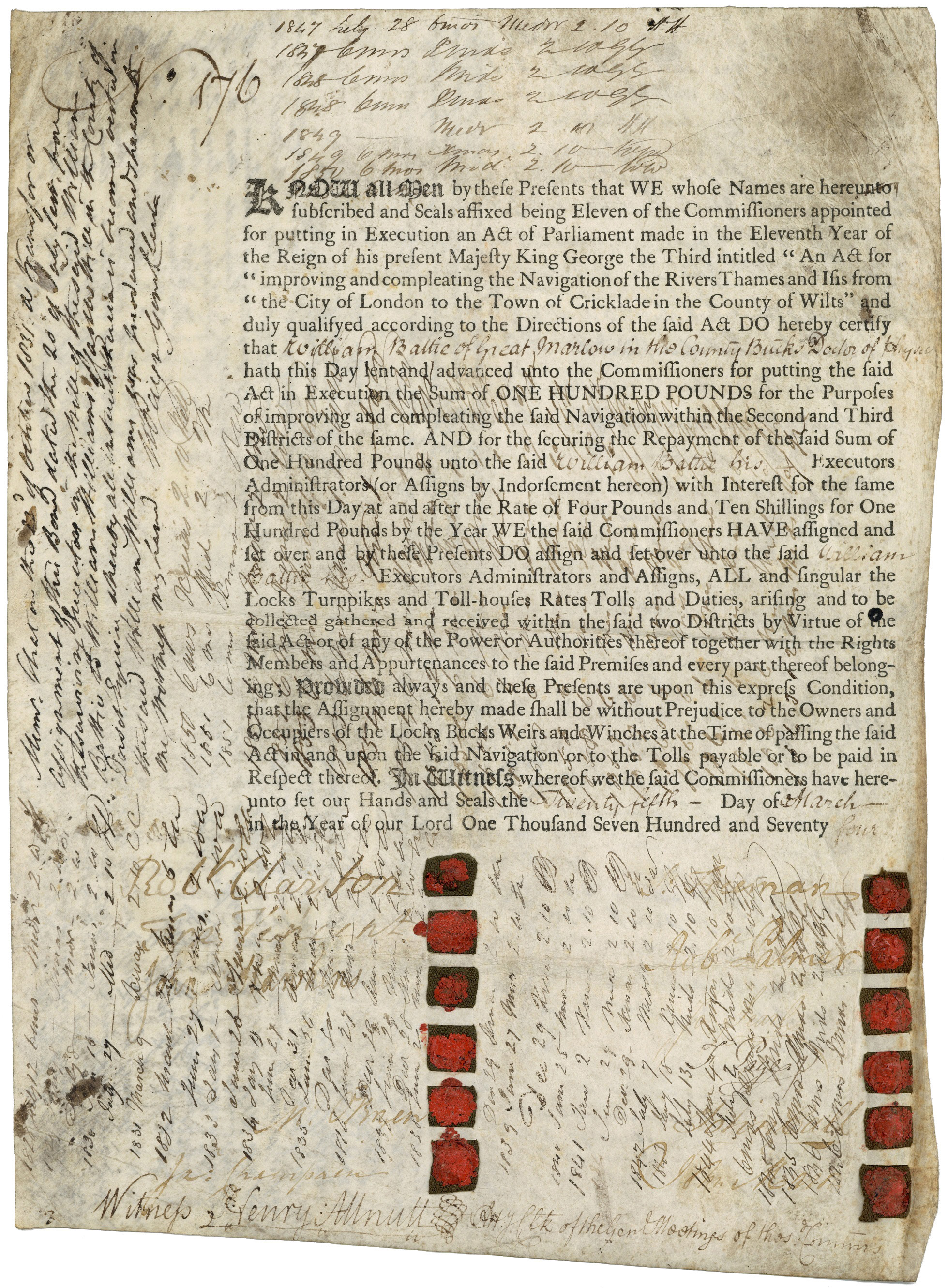
Regierungsanleihe über 100 £ zur Verbesserung und Vervollständigung der Schifffahrt auf den Flüssen Themse und Isis von der Stadt London bis zur Stadt Cricklade in der Grafschaft Wilts, ausgegeben am 25. März 1774, verzinst mit 4,5 % jährlich, gedruckt auf Pergament

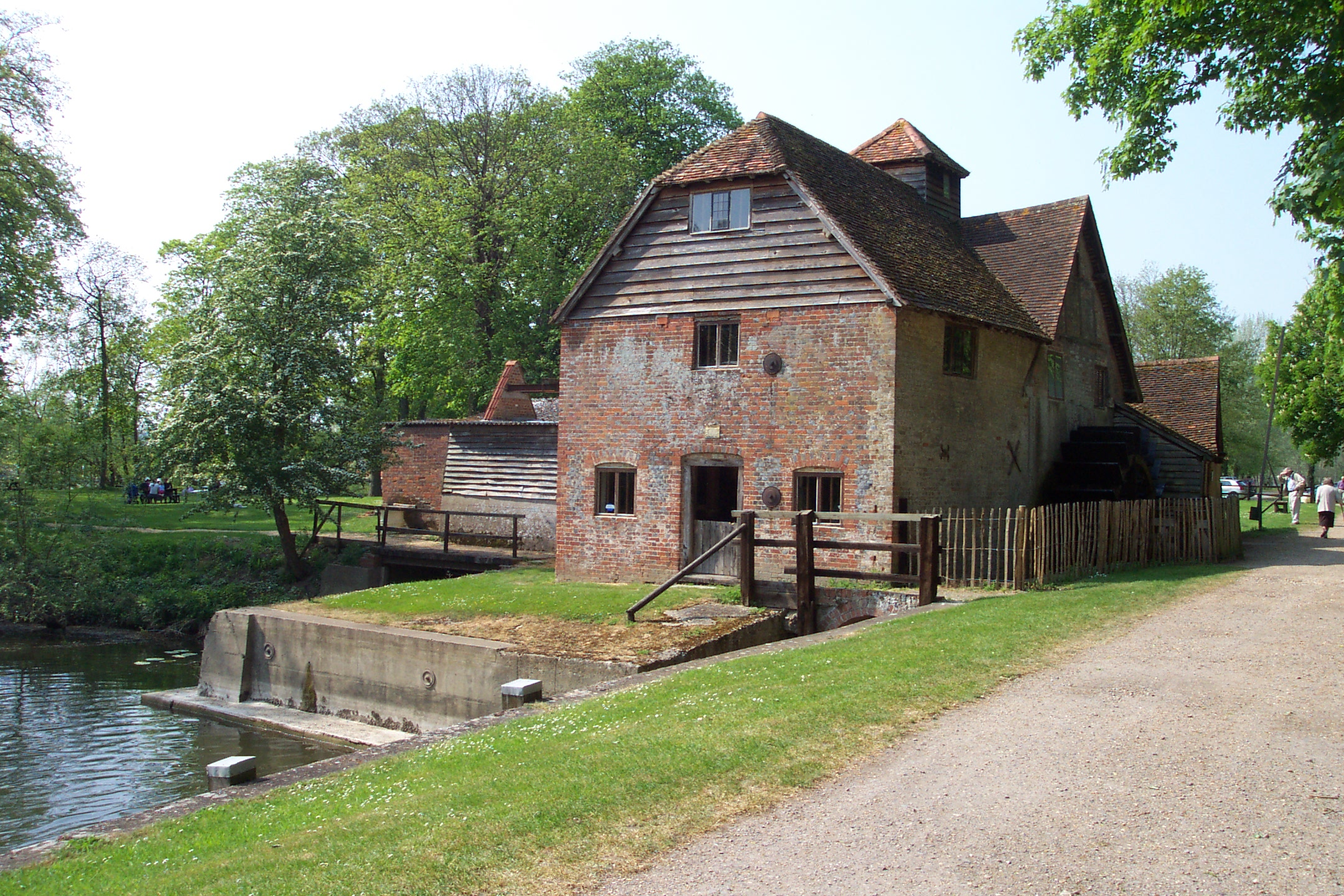
Die Wassermühle von Mapledurham

Es gab seit langer Zeit Hindernisse im Lauf der Themse wie Fischteiche oder Mühlenwehre. Diese Hindernisse werden von Asser im 9. Jahrhundert erwähnt und die Magna Carta (1215) verfügt, dass sie bis auf die an der See zu beseitigen sind. Dies scheint nie geschehen zu sein. Im Mittelalter wurde der Fluss im Oberlauf und seinem mittleren Abschnitt genutzt, um Wassermühlen für die Mehl- oder Papierherstellung zu betreiben sowie weitere Dinge wie das Hämmern von Metall zu ermöglichen. Diese Nutzung bedeutete den Bau von Wehren, um Wasser in die Mühlen umzuleiten. Die Wehre bedeuteten jedoch Hindernisse für die Schifffahrt und um dieses Problem zu lösen, wurden Schleusen entlang der Wehre gebaut, die den Schiffen ermöglichten die Wehre zu passieren.
Die ursprünglichen Schleusen waren Stauschleusen, die bewegliche Teile des Wehrs waren. Ein Boot, das stromabwärts unterwegs war, wartete, bis das Tor geöffnet wurde, das hatte zur Folge, dass ein Wasserschwall sich ergoss und das Boot mitnahm. In der umgekehrten Richtung musste das Boot gezogen werden, was eventuell mit Hilfe einer Winde geschehen konnte, wenn die Schleuse geöffnet war. Das Problem von Stauschleusen bestand im Wasserverlust und damit am Einkommen für den Müller. Dies führte dazu, dass die Schleusen allmählich auf Kammerschleusen umgestellt wurden. Schleusen, die diesen frühen Kammerschleusen ähnlich sind, gibt es noch heute im Verlauf des Flusses, auch wenn sie im Laufe der Zeit vergrößert und in der Mechanik aufgerüstet wurden.
Im Unterlauf des Flusses, wo dieser bis nach Staines-upon-Thames von den Gezeiten beeinflusst wird, stand er unter der Rechtsprechung der City of London. Der Kontrollbereich war durch sogenannte London Stones eine Art von Grenzstein markiert. Die Kontrolle des Wasserstandes zum Nutzen für die Schifffahrt und zur Eindämmung der Flutgefahr wurde durch Schleusen und Wehranlagen über den Gezeiteneinflussbereich bis nach Teddington durch eine Reihe von Schleusen, die nach 1810 gebaut wurden ausgedehnt.
Die erste Behörde, die mit dem Schiffsverkehr und dem Bau von Schleusen beauftragt worden war, war die Oxford-Burcot Commission, die 1633 Schleusen bei Iffley und Sandford unterhalb von Oxford bauen ließ sowie am Swift Ditch nahe Abingdon. 1751 wurde die Thames Navigation Commission gegründet, die acht Schleusen zwischen Shiplake Lock und Boulters Lock zwischen 1770 und 1773 bauen ließ. Die Eröffnung des Thames and Severn Kanals 1789 bei Lechlade führte dazu, dass zahlreiche Schleusen oberhalb der Shiplake Schleuse gebaut wurden. Schleusen im Gezeitenbereich des Flusses mussten jeweils durch Parlamentsbeschluss genehmigt werden. 1857 wurde die Thames Conservancy Behörde gegründet, die die Aufsicht über den Fluss von der City of London übernahm. 1866 übernahm die Thames Conservancy die Verantwortung für alle Belange des Flusses und errichtete im Laufe der Jahre noch weitere Schleusen. Die letzte Schleuse, die gebaut wurde, war das Eynsham and Kings Lock 1928. 1908 übertrug ein Parlamentsbeschluss die Verantwortung für die Themse von einem Punkt ungefähr 320 m unterhalb von Teddington Lock an die Hafenbehörde Port of London Authority, dies galt auch für das Richmond Lock. Die Thames Conservancy wurde 1974 in die Behörde der Thames Water Authority überführt. Mit der Privatisierung der Wasserversorgung in den 1990er Jahren ging die Flussverwaltung zunächst an die Behörde der National Rivers Authority über und 1996 dann an die Umweltbehörde der Environment Agency. Allein Richmond Lock ist jetzt noch unter der Kontrolle der Port of London Authority.

## Betrieb

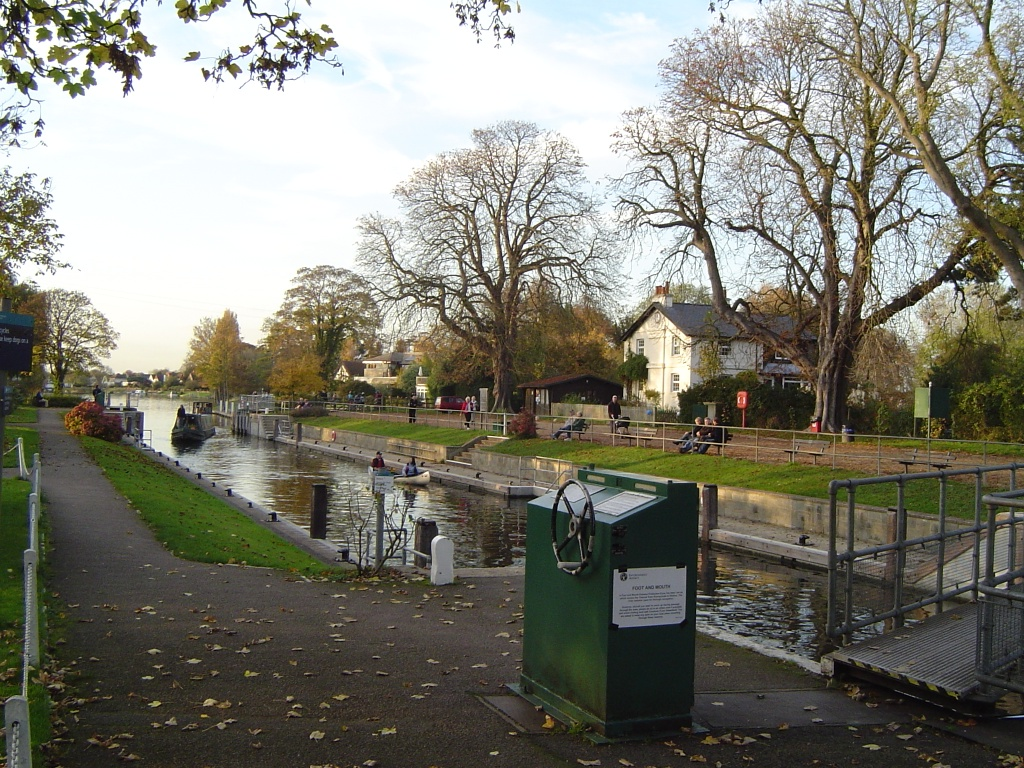
Penton Hook Lock mit dem Stadtwappen auf dem Haus. Die grüne Kiste ist die Hydraulikkontrolle

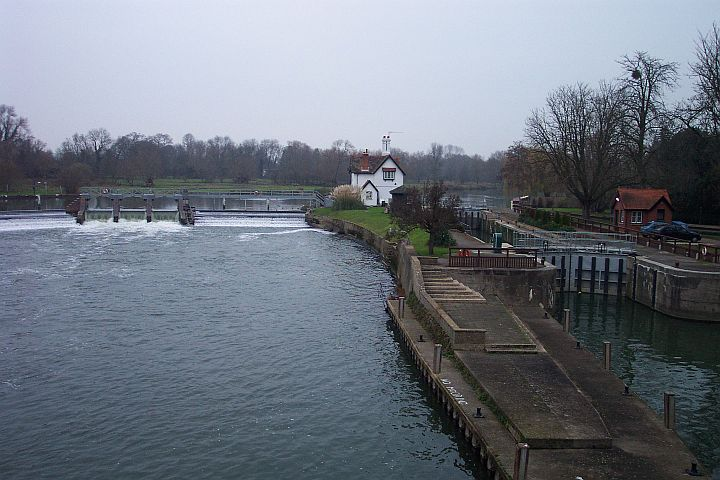
Goring Lock illustriert die übliche Platzierung von Wehr, Schleuseninsel, Schleusenwärterhaus und Schleuse

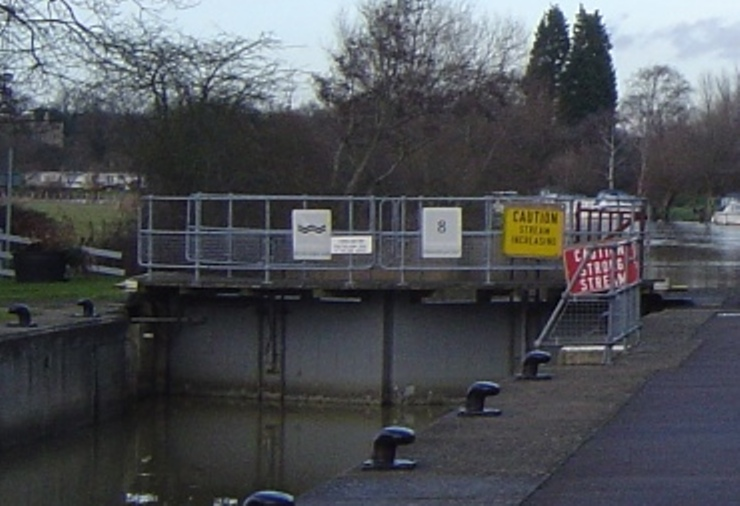
Gelbe und rote Warntafeln, die auf den Schleusentoren angebracht werden, wenn die Bedingungen für die Schifffahrt gefährlich sind

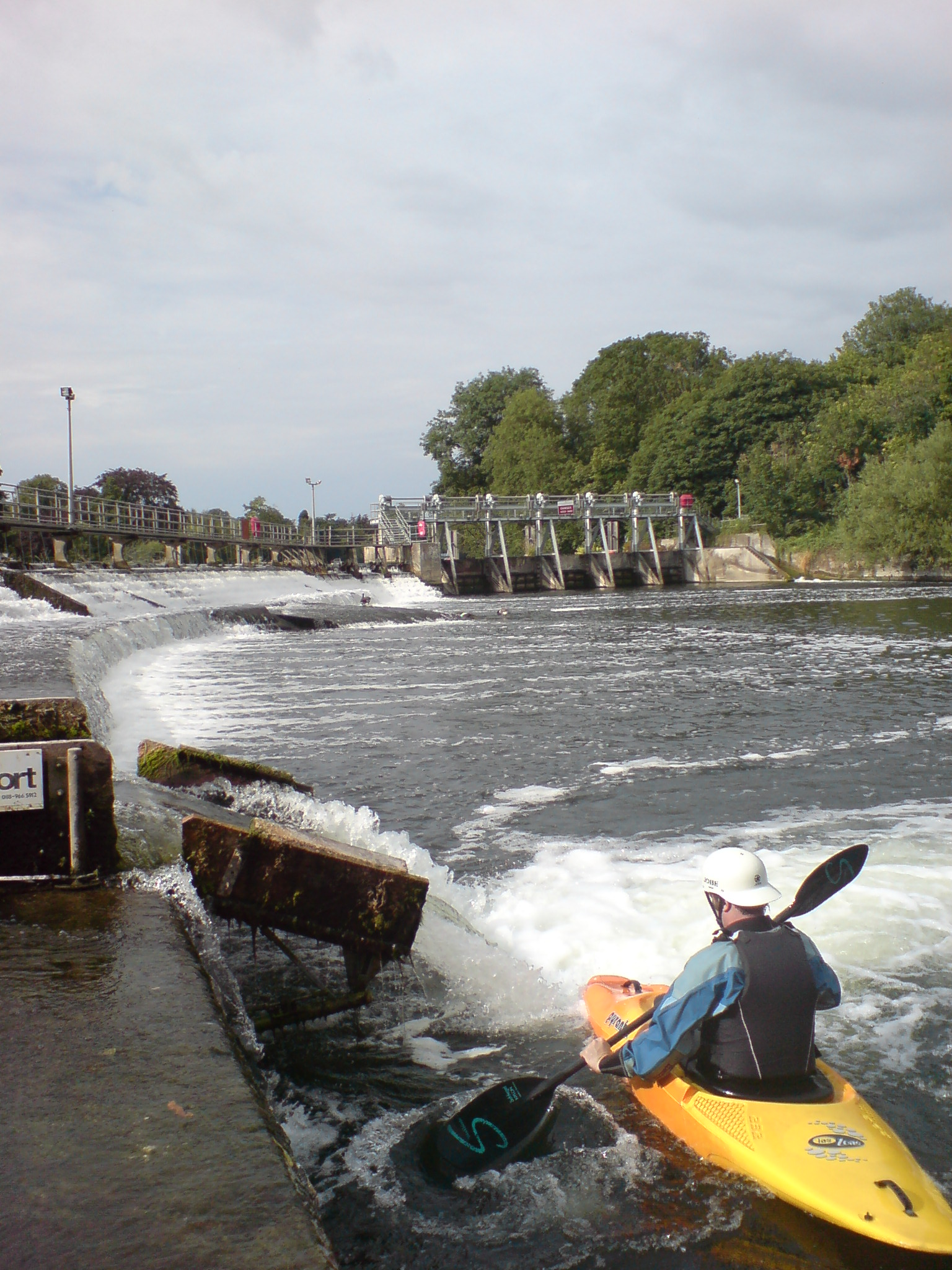
Ein Kajak am Boulter’s Weir

### Verwaltung
Vom Beginn der schiffbaren Themse bei Cricklade bis zum Beginn des von den Gezeiten beeinflussten Abschnittes am Teddington Lock wird der Fluss von der Environment Agency verwaltet. Sie hat die Aufgabe den Lauf des Wassers so zu kontrollieren, dass die Flutgefahr gebannt ist, während gleichzeitig eine ausreichende Tiefe des Flusses für die Schifffahrt gewährleistet ist. Außerdem muss sie die Schifffahrt auf dem Fluss überwachen sowie diese unterstützen. Darum sind alle Schleusen und Wehre mit der Ausnahme des von den Gezeiten abhängigen Richmond Lock Besitz der Environment Agency und werden auch von ihr verwaltet. Richmond Lock wird von der Port of London Authority verwaltet.

### Schleusen
Jede Schleuse, die von der Environment Agency betrieben wird, kann mit einem Schleusenwärter besetzt werden, der gelegentlich auch in einem Haus an der Schleuse wohnt. Zu den Aufgaben des Schleusenwärters gehört der Betrieb der Schleuse und die Regulierung des Wasserstandes durch die Bedienung des Wehres. Bei unbesetzten Schleusen, außerhalb der Dienstzeiten der Schleusenwärter und während der Mittagspause weist ein Schild vor dem Schleusentor auf Selbstbedienung hin. Die Schleusen können auch von einem Mitglied der Crew bedient werden.
In den Monaten von Juni bis August werden die meisten Schleusen von den Schleusenwärtern von 9 Uhr bis 19 Uhr betrieben. Die Betriebszeiten werden mit abnehmendem Tageslicht kürzer und zwischen 13 Uhr und 14 Uhr ist eine Pause während der Mittagspause des Schleusenwärters. In den Sommermonaten werden Aushilfsschleusenwärter zur Unterstützung während des starken Schiffsverkehrs und um die Schließung während der Mittagspause zu vermeiden, eingestellt. Das Teddington Lock, die die am weitesten flussabwärts gelegene Schleuse der Environment Agency ist und den nicht von den Gezeiten beeinflussten langen Abschnitt von Kingston upon Thames beim Hampton Court Palace bis zum Mündungsbereich kontrolliert, ist davon abweichend 24 Stunden in Betrieb. Während des Winters werden Schleusen für Reparaturarbeiten geschlossen. Entsprechende Informationen über den Schleusenbetrieb stellt die Environment Agency zur Verfügung.
Die Schleusen im oberen Teil des Flusses – vom St John’s Lock bis King’s Lock werden manuell betrieben, alle anderen Schleusen werden hydraulisch betrieben. Alle Schleusen mit Ausnahme des Teddington Lock können bei Tageslicht auch außerhalb der Betriebszeiten von den Schiffsbesatzungen in einer Einstellung für den öffentlichen Betrieb mit einer gedrosselten Leistung betrieben werden.
Die Schleusen sind beliebte Besucherziele und viele bieten Erfrischungen an. Schleusen wurden oft an Inseln gebaut und liegen deshalb in abgeschiedenen Gebieten, die man nur zu Fuß erreichen kann.

### Wehre
Die Environment Agency hat die Verantwortung dafür den gesamten Lauf des Flusses in einer Art und Weise zu überwachen, dass Überflutungen in bestimmten Abschnitten verhindert werden und eine bestimmte Mindesttiefe gewährleistet ist. Das Volumen und die Geschwindigkeit des Wassers werden durch die Einstellungen der jeweiligen Wehre reguliert. Dies kann zu starken Strömungen führen, die die Schifffahrt gefährlich machen. Diese Bedingungen werden durch gelbe oder rote Warntafeln an den Schleusentoren angezeigt. Die Situation auf dem Fluss wird von der Environment Agency ebenfalls an den Schleusen öffentlich bekannt gegeben. Die Environment Agency hat keine rechtliche Möglichkeit die Einstellung der Schifffahrt bei roten Warntafeln durchzusetzen, aber die Weiterfahrt ist nicht ratsam und kann zum Verlust des Versicherungsschutzes für das Boot führen.
Nicht immer sind Überflutungen vermeidbar. Die Environment Agency gibt Flutwarnungen heraus, die drei ansteigende Stufen haben – Flood Alert, Flood Warning und Severe Flood Warning.
In den letzten Jahren hat die North Atlantic Salmon Conservation Organization Fischtreppen an den Wehren eingebaut, um den Lachsen den Weg flussaufwärts zu ermöglichen.
Heute werden Wehr oft durch Kajak- und Kanufahrer für Aktivitäten wie Kanuslalom und Playboarding genutzt. Besonders das Hambleden Weir und das Boulters Weir sind mit von der Environment Agency genehmigten Umbauten für diesen Zweck ausgestattet.

### Abschnitte
Die Schleusen und Wehre teilen den Fluss in 44 Schleusenabschnitte. Jede Schleuse kontrolliert den Abschnitt flussaufwärts und gibt ihm seinen Namen. Jeder Abschnitt ist anders und hat andere interessante Orte.
Viele Abschnitte veranstalten Regatten und andere Veranstaltungen, die durch eine Flussnutzergruppe (englisch River User Group) für den Abschnitt koordiniert wird. Die Environment Agency kann Teile oder den gesamten Abschnitt für Veranstaltungen sperren. Regatten brauchen normalerweise aber nur eine Seite des Flusses, die dann gesperrt wird.
Als Boote durch Pferde gezogen wurden, brauchte man dafür einen Leinpfad. Dieser Pfad ist heute die Grundlage des Thames Path, der von der Quelle bis zur Mündung des Flusses verläuft. Der Pfad verläuft zwischen den Schleusen und ist daher ein Hauptzugang von Land. Wo der Pfad von einer Seite des Flusses auf die andere wechselt wurden früher Fähren eingesetzt. Diese Fähren gibt es nun nicht mehr und der Thames Path muss zur nächsten Brücke geführt werden, was eine teilweise erhebliche Entfernung bedeutet, um diese Situation auszugleichen.

## Liste der Schleusen und Wehre

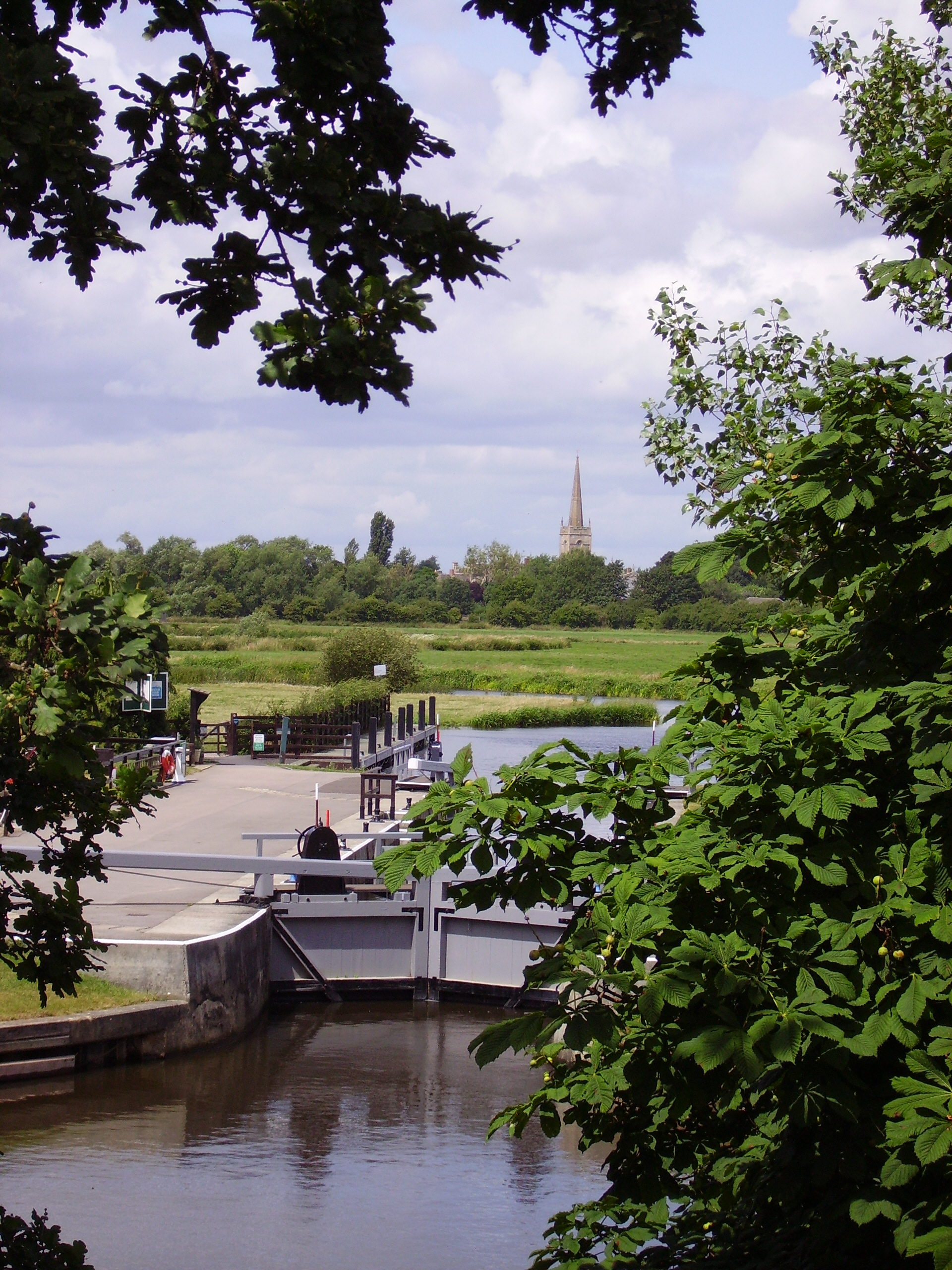
St John’s Lock – Die Holzbalken zeigen den Handbetrieb

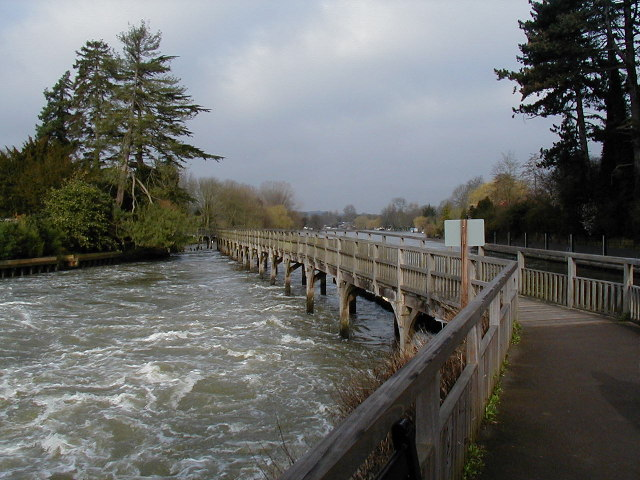
Die Fußgängerbrücke am Marsh Lock
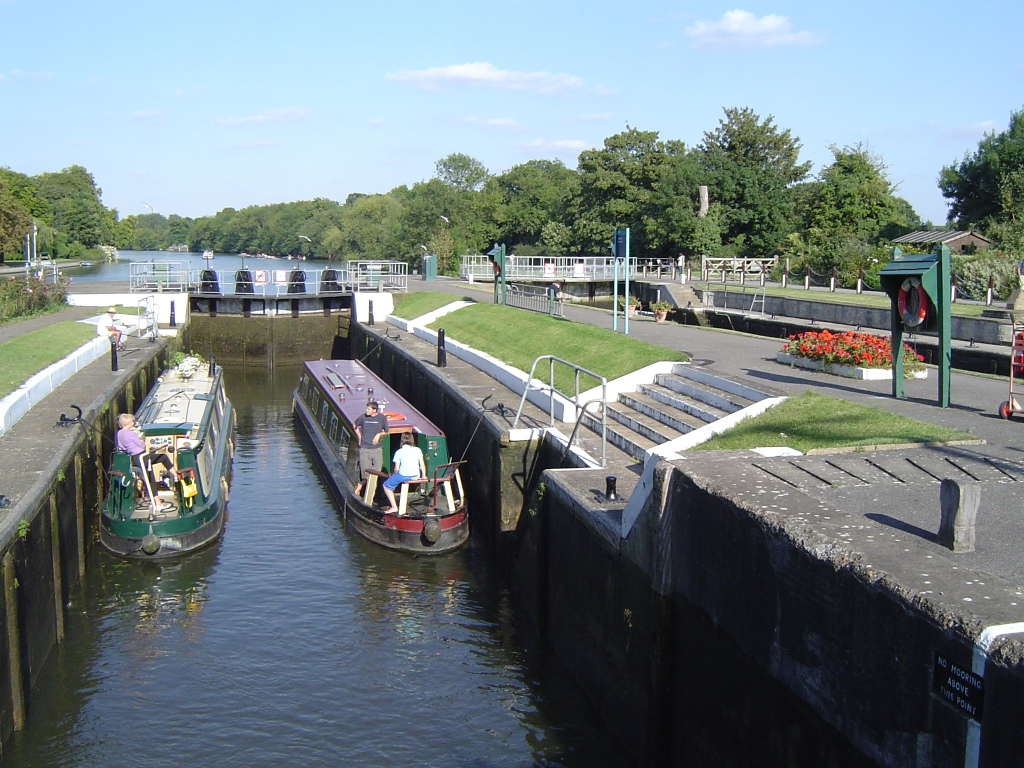
Doppelschleuse bei Sunbury
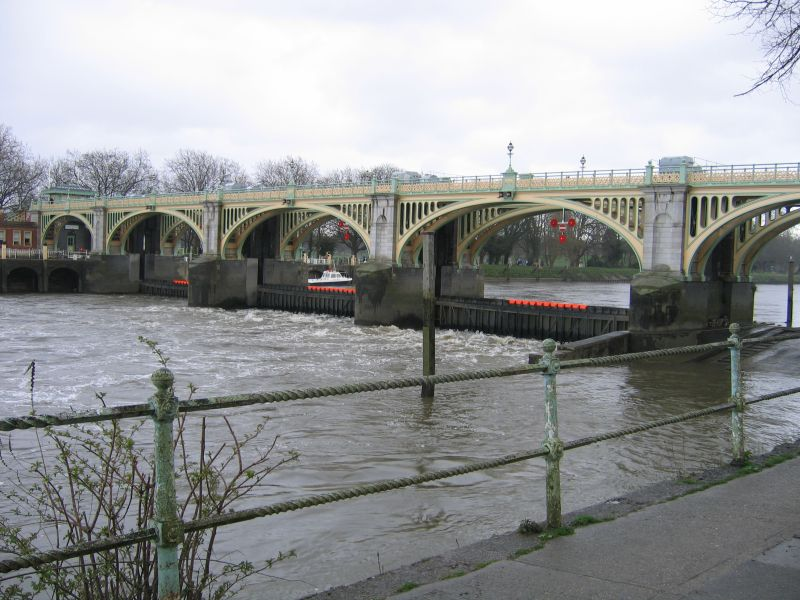
Richmond Lock

Die Liste der Schleusen, Wehre und Fähren wird flussabwärts von der der Quelle bis zur Mündung angegeben. Die meisten der alten Schleusen existieren nicht mehr und es gibt nur noch drei Fähren, die in Betrieb sind (Weybridge, Hampton und Hammerton’s). Fast alle der alten Wehre und die meisten der neuen hatten eine Mühle, von diesen werden 15 im Doomsday Book erwähnt, doch davon existieren heute nur noch sehr wenige. Einige Wehre hatten Aalreusen.
| Schleuse         | Jahr                   | Erste Erwähnung eines Wehrs        | Höhenunterschied | Maße (Länge / Breite)                                                                                         | Entfernung von der nächsten Schleuse flussaufwärts | Frühere Wehre in diesem Abschnitt                         | Fähren                                                     |
| ---------------- | ---------------------- | ---------------------------------- | ---------------- | --- | -------------------------------------------------- | --------------------------------------------------------- | ---------------------------------------------------------- |
| St John’s Lock   | 1790                   | 1775                               | 0,85 m           | 33,60 m / 4,52 m                                                                                              |                                                    |                                                           |                                                            |
| Buscot Lock      | 1790                   |                                    | 1,69 m           | 33,47 m / 4,47 m                                                                                              | 01,85 km                                           |                                                           |                                                            |
| Grafton Lock     | 1896                   | 1762 (Day’s / Lower Hart)          | 1,11 m           | 34,59 m / 4,59 m                                                                                              | 05,37 km                                           | Farmer’s, Harts                                           |                                                            |
| Radcot Lock      | 1892                   | 1746 (Beck’s, Clare’s oder Buck’s) | 1,48 m           | 34,59 m / 4,57 m                                                                                              | 02,98 km                                           | Old Eye                                                   |                                                            |
| Rushey Lock      | 1790                   |                                    | 1,82 m           | 34,59 m / 4,59 m                                                                                              | 04,23 km                                           | Old Nan’s                                                 | Rushey                                                     |
| Shifford Lock    | 1898                   | 1762                               | 2,23 m           | 34,64 m / 4,59 m                                                                                              | 06,92 km                                           | Tadpole (Kent), Thames, Ten foot, Shifford Upper, Duxford | Duxford                                                    |
| Northmoor Lock   | 1896                   |                                    | 1,24 m           | 34,59 m / 4,59 m                                                                                              | 07,63 km                                           | Limbre’s                                                  | Ridge’s (Hart’s)                                           |
| Pinkhill Lock    | 1791                   | vor 1791                           | 1,05 m           | 34,59 m / 4,9 m                                                                                               | 06,21 km                                           | Ridge’s (Langley), Ark, Skinner’s                         | Bablock Hythe                                              |
| Eynsham Lock     |                        | 1791                               | 0,84 m           | 34,51 m / 4,97 m                                                                                              | 02,38 km                                           |                                                           |                                                            |
| King’s Lock      | 1928                   | 1541                               | 0,77 m           | 34,46 m / 4,97 m                                                                                              | 04,37 km                                           | Clay                                                      |                                                            |
| Godstow Lock     | 1790                   |                                    | 1,57 m           | 33,52 m / 4,95 m                                                                                              | 01,81 km                                           |                                                           |                                                            |
| Osney Lock       | 1790                   | 1227                               | 1,89 m           | 34,64 m / 5,25 m                                                                                              | 03,87 km                                           | Medley (Binsey)                                           |                                                            |
| Iffley Lock      | um 1632                | 1585                               | 0,81 m           | 46,96 m / 6,47 m                                                                                              | 03,73 km                                           | Folly                                                     | Iffley                                                     |
| Sandford Lock    | 1632 (vergrößert 1793) |                                    | 2,69 m           | 53,03 m / 6,62 m                                                                                              | 02,70 km                                           |                                                           |                                                            |
| Abingdon Lock    | 1790                   | 1316                               | 1,89 m           | 36,57 m / 5,71 m                                                                                              | 07,38 km                                           | Nuneham                                                   | Thrupp                                                     |
| Culham Lock      | 1638 (verlegt 1809)    | 1580                               | 2,41 m           | 39,87 m / 5,33 m                                                                                              | 04,15 km                                           | Culham old (1638 im Swift Ditch), Swift                   |                                                            |
| Clifton Lock     | 1812                   |                                    | 1,03 m           | 39,57 m / 5,79 m                                                                                              | 04,52 km                                           |                                                           | Culham                                                     |
| Day’s Lock       | 1789                   | 1580                               | 1,58 m           | 46,93 m / 6,45 m                                                                                              | 04,80 km                                           |                                                           | Dorchester, Clifton                                        |
| Benson Lock      | 1788                   | 1746                               | 1,87 m           | 40,56 m / 5,46 m                                                                                              | 06,37 km                                           |                                                           | Shillingford, Keen Edge                                    |
| Cleeve Lock      | 1787                   | 1580                               | 0,89 m           | 40,71 m / 5,53 m                                                                                              | 10,46 km                                           | Pollington’s, Chalmore Lock, Moulsford (Schleuse)         | Leather Bottle, South Stoke, Littlestoke, Chalmore, Benson |
| Goring Lock      | 1787                   | 1538                               | 1,77 m           | 54,68 m / 6,40 m                                                                                              | 01,00 km                                           |                                                           | Streatley                                                  |
| Whitchurch Lock  | 1787                   | 1580                               | 1,01 m           | 41,22 m / 5,48 m                                                                                              | 06,55 km                                           | Hart’s Lock                                               | Gatehampton                                                |
| Mapledurham Lock | 1777                   | 1300                               | 2,05 m           | 61,69 m / 6,42 m                                                                                              | 03,67 km                                           |                                                           |                                                            |
| Caversham Lock   | 1778                   | 1493                               | 1,44 m           | 40,03 m / 5,46 m                                                                                              | 07,08 km                                           | Chawsey                                                   | Purley (2)                                                 |
| Sonning Lock     | 1773                   | 1580                               | 1,63 m           | 47,57 m / 5,46 m                                                                                              | 04,23 km                                           | Breach’s                                                  |                                                            |
| Shiplake Lock    | 1773                   | 1746                               | 1,55 m           | 40,64 m / 5,56 m                                                                                              | 04,68 km                                           |                                                           | Wargrave, Bolney                                           |
| Marsh Lock       | 1773                   | 1580                               | 1,33 m           | 41,91 m / 6,42 m                                                                                              | 04,80 km                                           |                                                           | Beggar’s Hole (Bolney), Lashbrook, Wargrave                |
| Hambleden Lock   | 1773                   | 1338                               | 1,44 m           | 59,63 m / 7,74 m                                                                                              | 04,59 km                                           |                                                           | Aston                                                      |
| Hurley Lock      | 1773                   | 1580                               | 1,05 m           | 39,82 m / 6,07 m                                                                                              | 05,89 km                                           | Mednam                                                    | Medmenham                                                  |
| Temple Lock      | 1773                   | 1580                               | 1,23 m           | 41,02 m / 5,46 m                                                                                              | 01,03 km                                           |                                                           | Temple                                                     |
| Marlow Lock      | 1773                   | 1585                               | 2,16 m           | 46,10 m / 6,07 m                                                                                              | 03,13 km                                           |                                                           |                                                            |
| Cookham Lock     | 1830                   |                                    | 1,30 m           | 55,77 m / 7,62 m                                                                                              | 06,44 km                                           |                                                           | Cookham Upper, Spade Oak                                   |
| Boulter’s Lock   | 1772 (verlegt 1828)    | 1580                               | 2,39 m           | 60,80 m / 6,47 m                                                                                              | 03,35 km                                           |                                                           | My Lady, Hedsor                                            |
| Bray Lock        | 1845                   | 1328                               | 1,46 m           | 40,94 m / 5,46 m                                                                                              | 03,43 km                                           |                                                           |                                                            |
| Boveney Lock     | 1838                   | 1375                               | 1,47 m           | 45,59 m / 5,43 m                                                                                              | 05,10 km                                           |                                                           | Boveney                                                    |
| Romney Lock      | 1797                   |                                    | 2,01 m           | 78,50 m / 7,45 m                                                                                              | 03,75 km                                           | Gill’s bucks                                              | Windsor                                                    |
| Old Windsor Lock | 1822                   | 1300                               | 1,74 m           | 54,55 m / 7,36 m                                                                                              | 04,83 km                                           |                                                           | Datchet                                                    |
| Bell Weir Lock   | 1817                   | 1300                               | 1,82 m           | 78,51 m / 7,44 m                                                                                              | 04,94 km                                           | Magna Carta Island                                        |                                                            |
| Penton Hook Lock | 1815                   |                                    | 1,22 m           | 81,28 m / 7,56 m                                                                                              | 04,33 km                                           | Savory’s                                                  | Tims’, Egham                                               |
| Chertsey Lock    | 1813                   |                                    | 1,22 m           | 61,16 m / 6,40 m                                                                                              | 03,13 km                                           |                                                           | Laleham                                                    |
| Shepperton Lock  | 1813                   |                                    | 2,03 m           | 53,16 m / 6,04 m                                                                                              | 03,32 km                                           |                                                           |                                                            |
| Sunbury Lock     | 1812                   | 1623                               | 1,87 m           | 47,15 m / 5,86 m (Old Lock) 62,78 m / 7,41 m (New Lock)                                                       | 04,75 km                                           | Ballinger’s                                               | Shepperton Church, Weybridge                               |
| Molesey Lock     | 1815                   |                                    | 1,87 m           | 81,78 m / 7,56 m                                                                                              | 04,79 km                                           |                                                           | Hampton                                                    |
| Teddington Lock  | 1811                   |                                    | 2,68 m           | 198,12 m / 7,54 m (Teddington Barge) 54,22 m / 7,41 m (Teddington Launch) 15,08 m / 1,77 m (Teddington Skiff) | 07,74 km                                           | Kingston                                                  | Surbiton, Raven’s Ait, Thames Ditton                       |
| Richmond Lock    | 1894                   |                                    | 2,00 m           | | 04,90 km                                           |                                                           | Hammerton’s, Twickenham                                    |

Außerdem gibt es noch die Schleuse Blake’s Lock, im Bereich des River Kennet, die von der Environment Agency als Teil der Themse verwaltet wird und oft als Themse Schleuse gezählt wird. Es ist die einzige Schleuse im Handbetrieb unterhalb von Oxford.
Die Gezeiten reichen bis zur Schleuse Teddington Lock: das Wehr am Richmond Lock wird nur bei Niedrigwasser benutzt, um den Wasserstand oberhalb aufrechtzuerhalten.
Die Schleuse Chalmore Lock aus dem Jahr 1838 wurde 1883 beseitigt.